# Filippo Missori
Pour les articles homonymes, voir Missori.
Filippo Missori, né le 24 mars 2004 à Rome, est un footballeur italien qui joue au poste d'arrière droit à l'US Sassuolo.

## Biographie

### Carrière en club
Né à Rome, Filippo Missori est formé par l'AS Rome, où il commence sa carrière professionnelle en championnat d'Italie. Il joue son premier match avec l'équipe première du club le 25 novembre 2021,.
Le 29 juin 2023, Missori est transféré au club de Serie A du Sassuolo avec son coéquipier Cristian Volpato, pour des frais de transfert cumulés de 10 millions d'euros, en plus d'intéressement sur une potentielle revente.

### Carrière en sélection
En juin 2023, Filippo Missori est convoqué avec l'équipe d'Italie des moins de 19 ans pour participer au Championnat d'Europe des moins de 19 ans qui a lieu en juillet. 
Après sa victoire face à l'Espagne (3-2), l'Italie atteint la finale de la compétition,, où elle s'impose 1-0 face au Portugal, son premier titre dans la catégorie en 20 ans,,,.

## Palmarès
Italie -19 ans
- Championnat d'Europe
  - Vainqueur en 2023